# Pétra tou Limníti

Utgrävningar av stenåldersboplatsen, toppen av Pétra tou Limniti, Svenska Cypernexpeditionen 1929. Foto: John Lindros.

Pétra tou Limníti är en ö i Cypern.   Den ligger i distriktet Eparchía Lefkosías, i den centrala delen av landet, 60 km väster om huvudstaden Nicosia.